# Лилиецветные
Лилиецве́тные (лат. Liliáles) — по современной классификации APG IV порядок цветковых растений, включающий 10 семейств, 58 родов и 1 795 ботанических видов. Порядок входит в дочернюю кладу Монокоты (однодольные) клады Цветковые растения.

## Описание
Главными отличительными чертами лилиецветных представляется число 3, повторяющееся в 5 кругах чередующихся между собою цветочных частей, а именно: 6 частей околоцветника, расположенных в два круга, 6 тычинок, также в два круга, и 3 почти всегда сросшихся части в гинецее, превращающемся в сухой или, реже, ягодообразный плод. Семена с белком.
Цветы у огромного большинства правильные, редко слегка неправильные, то есть двусимметричные. Разнообразие зависит от положения завязи, которая бывает то верхняя, то нижняя, и от уменьшения числа тычинок, которых бывает три вместо шести. Увеличение или уменьшение числа частей в каждом из кружков хотя и бывает, но составляет редкость; так, вместо 3 или 6 бывает четверное число и пр.
Растения, относящиеся к этому порядку, обычно выделяют нектар у основания листочков околоцветника или тычинок.
Деревьев и кустарников в этом отряде мало, большинство многолетние травы, снабжённые луковицами, клубнями или корневищами.

## Классификация
Согласно системе классификации APG IV (2016) в порядок входят следующие семейства:
- Alstroemeriaceae — Альстрёмериевые - 4 рода и 282 вида
- Campynemataceae — Кампинемовые - 2 рода и 4 вида
- Colchicaceae — Безвременниковые - 15 родов и 292 видов
- Corsiaceae — Корсиевые - 3 рода и 27 видов
- Liliaceae — Лилейные - 16 родов и 738 видов
- Melanthiaceae — Мелантиевые - 13 родов и 176 видов
- Petermanniaceae — Петерманниевые - монотипное, 1 род Петерманния и 1 вид
- Philesiaceae — Филезиевые - 2 рода и 2 вида
- Ripogonaceae — Рипогоновые - монотипное, 1 род Рипогон и 6 видов
- Smilacaceae — Смилаксовые - монотипное, 1 род Смилакс и 267 видов

### Таксономическое положение[2]
- Liliales  Perleb, 1826, Lehrb. Naturgesch. Pflanzenr. 129

Порядок Лилиецветные (Liliales) включается в дочернюю кладу Монокоты клады Цветковые растения. Кладограмма в соответствии с Системой APG IV:
|  |                          |  |                                   | порядок Лилиецветные |  | 10 семейств |  | 58 родов |  | 1 795 видов |
|  |                          |  |                                   | порядок Лилиецветные |  | 10 семейств |  | 58 родов |  | 1 795 видов |
|  | клада Цветковые растения |  |                                   |                      |  |             |  |          |  |             |
|  |                          |  |                                   |                      |  |             |  |          |  |             |
|  |                          |  | ещё 63 порядка цветковых растений |                      |  |             |  |          |  |             |
|  |                          |  |                                   |                      |  |             |  |          |  |             |